# Trude Hesterberg

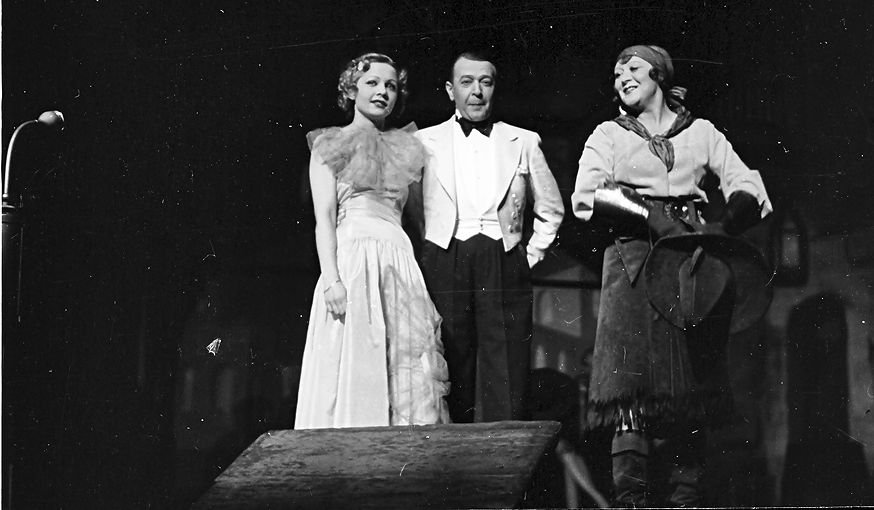
Scala di Berlino; Dinah Grace, Georg Alexander, Trude Hesterberg

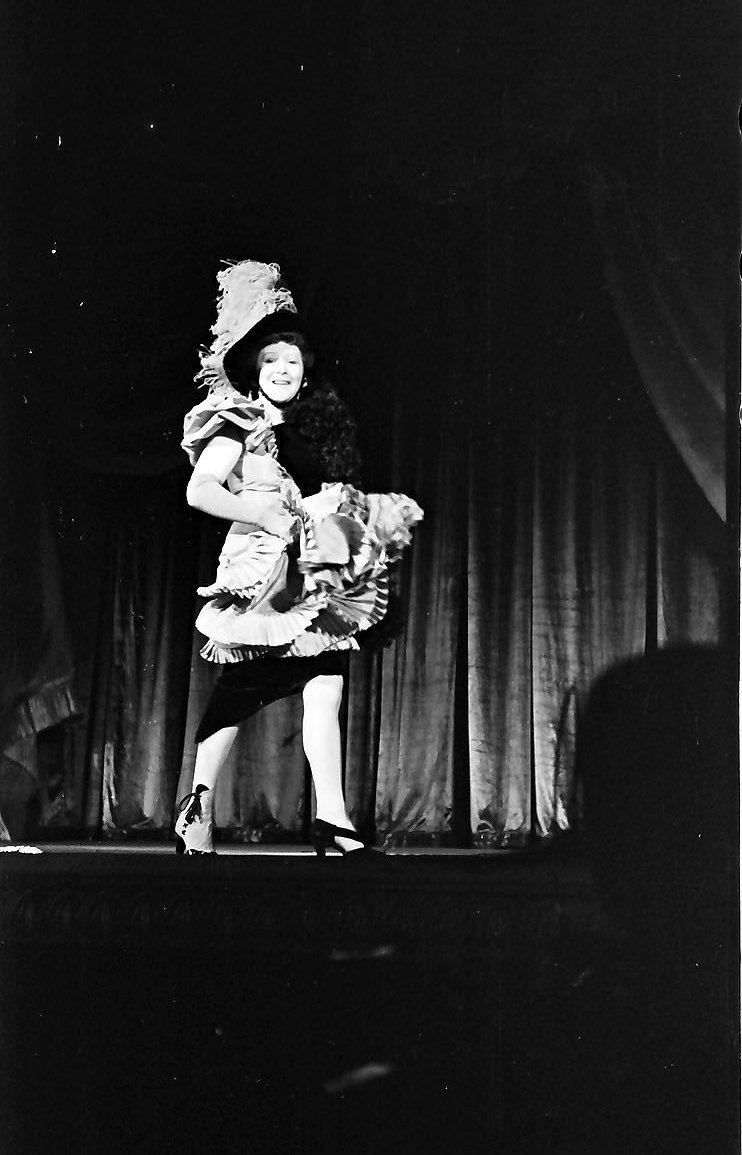
Scala di Berlino Trude Hesterberg

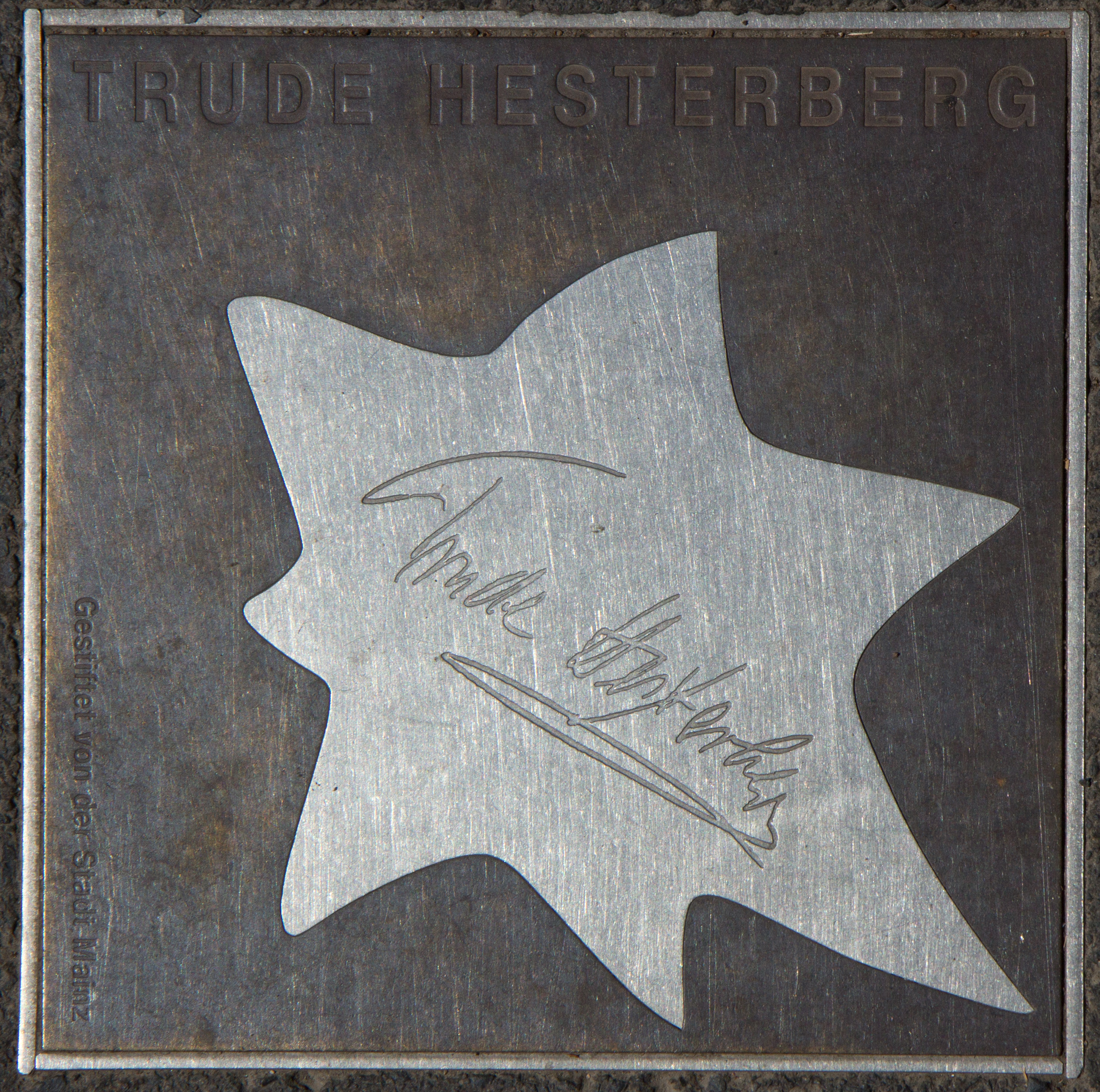
2018-07-18 Stelle della satira - Walk of Fame del cabaret n. 19 Trude Hesterberg

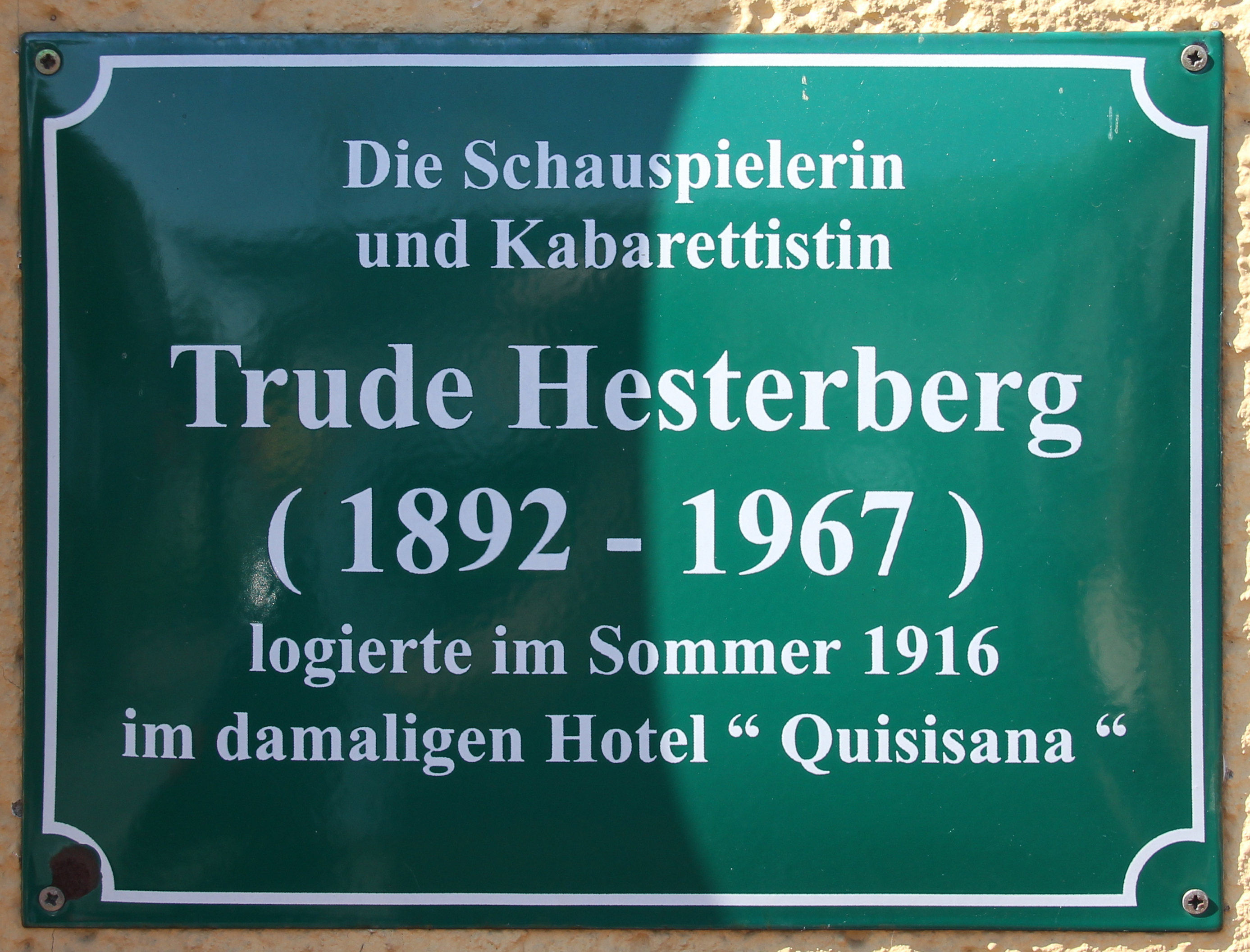
Targa commemorativa, Trude Hesterberg, Seestraße 1, Heringsdorf, Germania

Trude Hesterberg, nata Gertrud Johanna Dorothea Helene Hesterberg (Berlino, 2 maggio 1892 – Monaco di Baviera, 31 agosto 1967), è stata un'attrice tedesca, apparsa in 89 film tra il 1917 e il 1964.

## Filmografia parziale
- Ein Schwerenöter (1916)
- Die Eheschule (1917)
- Die Reise ins Jenseits (1917)
- The Rosentopf Case (1918)
- Fridericus Rex (1922-1923, part 1, 3)
- Die Frau mit dem Etwas (1925)
- Manon Lescaut (1926)
- Circus Romanelli (1926)
- Wie einst im Mai (1926)
- La signora che non vuole bambini (1926)
- Flucht vor Blond (1928)
- Tormento (1931)
- Mieter Schulze gegen alle (1932)
- Ich will Dich Liebe lehren (1933)
- Ist mein Mann nicht fabelhaft? (1933)
- Mädchenräuber (1936)
- Drei tolle Tage (1936)
- Tip auf Amalia (1940)
- Golowin geht durch die Stadt (1940)
- Jakko (1941)
- Der Hochtourist (1942)
- Am Ende der Welt (1947)
- Um eine Nasenlänge (1949)
- Nacht ohne Sünde (1950)
- Corinna Schmidt (1951)
- La mandragora (1952)
- Unter den Sternen von Capri (1953)
- Die Geschichte vom kleinen Muck (1953)
- Oh, diese lieben Verwandten (1955)
- Parole Heimat (1955)
- Sonnenschein und Wolkenbruch (1955)
- Weil du arm bist, mußt du früher sterben (1956)
- Holiday am Wörthersee (1956)
- Der schräge Otto (1957)
- Frauen sind für die Liebe da (1957)
- Es wird alles wieder gut (1957)
- Doctor Bertram (1957)
- Skandal um Dodo (1959)
- Auf Wiedersehen am blauen Meer (1962)